# Physokermes sugonjaevi
Physokermes sugonjaevi är en insektsart som beskrevs av Danzig 1972. Physokermes sugonjaevi ingår i släktet Physokermes och familjen skålsköldlöss. Inga underarter finns listade i Catalogue of Life.